# Dmitrij Galkin
Dmitrij Aleksandrovič Galkin (in russo Дмитрий Александрович Галкин?; 25 febbraio 1979) è un pentatleta russo.

## Palmarès
In carriera ha conseguito i seguenti risultati:
- Mondiali:

Millfield 2001: bronzo nel pentathlon moderno a squadre.
Pesaro 2003: argento nel pentathlon moderno staffetta a squadre.
Mosca 2004: oro nel pentathlon moderno staffetta a squadre.
- Europei

Albena 2004: bronzo nel pentathlon moderno staffetta a squadre.